# 安庆市田家炳中学
安庆田家炳中学（安庆十中）位于安徽省安庆市，始创于1964年8月，为安徽省示性范高中，全国首批科学教育实验基地，全国田家炳中学联谊学校。

## 学校历史
安庆市田家炳中学（十中）是隶属于安庆市教育局的公办完全中学，创办于1964年8月，最初是省农垦局创办的“安徽省安庆农垦学校”。1971年12月，学校更名为“安庆市第十中学”；2006年，香港实业家、慈善家田家炳先生捐助学校建设，经市政府批准，学校定名为“安庆市田家炳中学”。

## 学校环境
位于安庆皖江大道南侧，毗邻安庆新城区的政务中心，交通便利，风景优美，是理想的读书求学之地。学校占地面积近150亩，拥有市区最大的科技实验楼，面积6480平方米，配套设施齐全，拥有省内一流的数字化实验设备；市青少年校外活动中心落户田中；学校生活服务设施齐全，拥有男女生公寓和市区中学最先进的食堂；师资力量雄厚，拥有数十名市级学科带头人、骨干教师、教坛新星、教学能手等名师，教师爱岗敬业、乐于奉献。安庆田家炳中学共有教职工160人，其中高中专任教师90人，高级教师26人、一级教师49人，市级学科带头人1人、骨干教师4人、“教坛新星”4人、“教学能手”10人、优秀教师5人；在校学生2600多名，其中高中1600余人。

## 教育成果
为了真正实现“以德立校”的办学理念和“和谐发展”的育人目标，学校着力改善办学条件，建设优美的校园环境；积极推进新课程改革，大兴教研教改之风，提高教师队伍的综合素质；实现校风教风学风和谐统一，三个文明建设同步发展。多年的艰辛努力终于结成累累硕果。迄今为止，学校立项的国家级课题3个，省级科研课题5个，市级科研课题4个，其中省级政治课题、市级语文课题已经顺利结题，并分别获省、市优秀教科研成果奖；涌现出了一大批德艺双馨的优秀教师，如市创业模范严云美校长、市直教育系统优秀党员张皖宿同志、市优秀模范教师叶明忠同志，市级英语学科带头人江霞同志，市先进女职工李娟同志、市模范教师李四红等等；高考成绩迅速提高，本科达线人数逐年增长：2008年212人，2009年239人，2010年326人，2011年434人，2012年508人连续几年在市直同类中学中名列前茅。学校积极贯彻素质教育方针，得到了各方的一致认可，学校先后获得“全国科学教育优秀示范学校”、“省模范职工之家”、“省未成年人思想道德示范学校”、“市花园式单位”、“市安全文明校园”、“市师德建设先进单位”、市“五四红旗团委”等一系列荣誉。

## 硬件设施
在教学设施上，学校占地面积为99055.64平方米，生均达47.03平方米，建筑面积为14788.16平方米，生均占有7.02平方米。学校拥有35个正规教室、供学生住宿用的三幢公寓、两间高规格的共有132台计算机供教学用的微机室、藏书近6万册的图书馆。各学科实验室、实验准备室、实验器材室、生物标本陈列室、语音室、科技制作室、科技活动室、美术室、音乐室、课件制作室、多媒体教室，以及其他相应的教育教学用房。学校拥有市区中学唯一的400米塑胶环形跑道的田径运动场，篮球场、足球场、羽毛球场和乒乓球场地，独自使用的变压器及配电房；学校拥有供教学用的远程教学卫星接收天线，10兆的光纤网络线路，建有与市教育局直接相通的自己的网站，建有师生食堂，有方便教职工学生的校用交通班车。

## 校风校训
勤勉、缜思、明理、慎行

## 历任校长
校长            任职时间
- 饶思亮          1964.10-1970
- 张来信          1971-1978.1
- 何润身          1978.2-1983.7
- 吴祖旺          1983.8-1986.6
- 吴明元          1986.8-1989.7
- 吴祖旺          1989.8-1993.7
- 李和平          1993.8-1999.2
- 李玉元          1999.3-2004.7
- 严云美          2004.7-2011.10
- 黄治            2011.10-现在